# Halyna Kaltschenko
Halyna Nykyforiwna Kaltschenko (* 4. Februar 1926 in Borsna, Ukrainische SSR; † 11. März 1975 in Kiew, Ukrainische SSR) war eine ukrainische Bildhauerin.

## Leben
Halyna Kaltschenko kam als Tochter des ukrainisch-sowjetischen Politikers Nykyfor Kaltschenko in Borsna, einer Kleinstadt in der heutigen Oblast Tschernihiw, zur Welt. Sie studierte bis 1953 bei Mychajlo Lyssenko (1906–1972) am Institut für Bildende Künste in Kiew.
Kaltschenko schuf zahlreiche Büsten und Denkmäler, von denen viele in Galerien, Gemäldesammlungen und Museen, wie dem Nationalen Taras-Schewtschenko-Museum und dem Lessja-Ukrajinka-Museum in Kiew, zu finden sind.
Halyna Kaltschenko war das Modell für die vom Bildhauer Wassyl Borodaj (1917–2010) entworfene und 1981 eingeweihte kolossale Mutter Ukraine in Kiew.
Sie starb 49-jährig in Kiew an Krebs und wurde auf dem Baikowe-Friedhof bestattet.

## Ehrungen
- 1974 Taras-Schewtschenko-Preis[4]
- 1967 Volkskünstler der Ukrainischen SSR